# فولوديمير هوستوف
فولوديمير هوستوف (بالأوكرانية:Густов Володимир) مواليد 15 فبراير 1977 في كييف، الاتحاد السوفيتي، هو دراج أوكراني في صنف سباق الدراجات على الطريق. شارك في دورة الألعاب الأولمبية الصيفية.

## روابط خارجية
- فولوديمير هوستوف على موقع الاتحاد الدولي للدراجات (الإنجليزية)
- فولوديمير هوستوف على موقع أرشيف الدراجات (الإنجليزية)
- فولوديمير هوستوف على موقع إحصائيات الدراجات الإحترافية (الإنجليزية)
- فولوديمير هوستوف على موقع نسبة الدراجات (الإنجليزية)
- فولوديمير هوستوف على موقع CycleBase (الإنجليزية)
- فولوديمير هوستوف على موقع اللجنة الأولمبية الدولية (الإنجليزية)
- فولوديمير هوستوف على موقع أوليمبيديا (الإنجليزية)